# Híd Narninál
A Híd Narninál (Le pont de Narni) Jean-Baptiste Camille Corot francia festő tájképe.
Corot első, 1826-os itáliai utazása során festett a képet. A művészt annyira megragadta az olasz vidék, hogy múzeumok látogatása helyett szinte minden idejét tájképek festésének szentelte. A ma a párizsi Louvre-ban látható kisméretű (34 × 48 centiméteres) képet az umbriai Narni közelében készítette. A tájképen a Nera folyó völgye és az Augustus római császár uralkodása alatt épített híd, a Ponte Augusto romjai látszanak.
1827-ben Corot ezt az olajképet használta alapnak egy nagyobb, kidolgozottabb alkotás megfestéséhez franciaországi műtermében. A Narni látképe című képet kiállította az az évi Salonon. A festmény 1939 óta az ottawai nemzeti képzőművészeti múzeum (National Gallery of Canada) gyűjteményének része.